# Red Steel 2
Red Steel 2 est un jeu vidéo de tir à la première personne sur Wii développé par Ubisoft Paris et édité par Ubisoft, sorti le 23 mars 2010 aux États-Unis et le 25 mars 2010 en Europe. Red Steel, le premier opus, sorti fin 2006 faisait partie des premiers jeux de la Wii.

## Système de jeu
Red Steel 2 est un jeu de combat joué à la première personne dans lequel les joueurs peuvent alterner entre le tir et le combat à l'épée.